# اقتصاد مصر

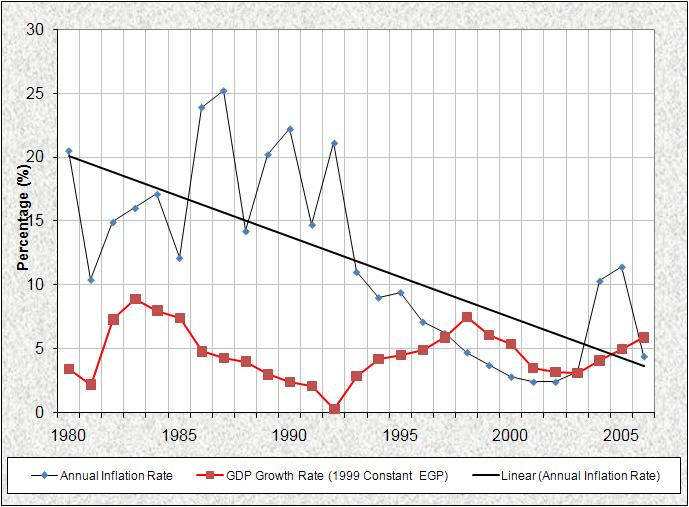
تورم و نرخ رشد سالانه در مصر

اقتصاد مصر از جمله اقتصادهای نابسامان در خاورمیانه به‌شمار می‌رود. پس از انقلاب ۱۹۵۲، اقتصاد مصر تحت تسلط دولت قرار گرفت و جمال عبدالناصر با توجه به گرایشهایی که به بلوک شرق داشت، کسی بود که این فرایند را تسریع بخشید. بر خلاف ناصر، در زمان انور سادات، خصوصی‌سازی و کاهش تصدی‌گری دولت آغاز شد. این خصوصی‌سازی در زمان حسنی مبارک ادامه داشت. ولی بنابر نظر برخی از اعضای هیئت حاکمه این کشور که خواهان نقش و سهمی از مبادلات تجاری این کشور بودند، مخالفت‌هایی با خصوصی‌سازی کامل در این کشور انجام می‌گرفت که منجر به دولتی ماندن سازمان‌ها و بخش‌های مهمی از اقتصاد مصر شد. سیاست‌های نامناسب اقتصادی مصر و دخالت آمریکا در امور اقتصادی این کشور، منجر به افزایش نرخ بیکاری و رشد نرخ فقر در بین مردم مصر شد. به طوریکه تا پیش از سال ۲۰۱۱ نیمی از جمعیت ۸۰ میلیون نفری مصر زیر خط فقر قرار دارند.
بعد از انقلاب مصر سرمایه‌گذاری خارجی در مصر افت شدیدی را تجربه کرد و از ۳۶ میلیارد دلار در سال ۲۰۱۰ به ۱۶ میلیارد دلار در سال ۲۰۱۲ رسید.
صنعت گردشگری مصر یکی از منابع درآمدزایی عمده در مصر به‌شمار می‌رود. با وقوع انقلاب مصر و کاهش امنیت در این کشور، صنعت گردشگری مصر نیز از درآمدزایی سابق برخوردار نیست و یکی از منابع درآمدی مهم مصر مختل شده‌است. نیروهای مسلح مصر از قدرت و نفوذ زیادی در این کشور برخوردار اند به طوری که ارتش ۷۰٪ از تولید ناخالص داخلی این کشور را در دست دارد.